# Couvent des Minimes d'Ornans
Pour les articles homonymes, voir Couvent des Minimes.
Le couvent des Minimes d'Ornans est un ancien couvent dont les bâtiments sont protégés par les monuments historiques. Il est situé à Ornans dans le département français du Doubs.

## Histoire
Le couvent est construit entre 1606 et 1611, lorsque les minimes s'installent à Ornans. Il est également remanié au XVIIIe siècle et agrandi au XIXe siècle. Vendu comme bien national lors de la Révolution française, il est racheté en 1839 pour en faire une maison d'éducation tenue par les visitandines. Le couvent ferme en 1979, et est racheté par la mairie pour accueillir la gendarmerie, des services administratifs et le musée du Costume et des Traditions comtoises.
La chapelle, les galeries du cloître et l'escalier situé au nord-est du cloître ont été inscrits au titre des monuments historiques en 1981.

## Architecture
Sur une surface de deux hectares, l'ancien couvent est constitué de chapelles, d'un cloître, de bâtiments conventuels et de bâtiments annexes, le tout ceint par un mur de clôture. La chapelle à l'est est bâtie sur les restes de la chapelle primitive, dont le portail et la tour clocher en sont les vestiges. Le cloître suit un plan carré, vouté d'arêtes.

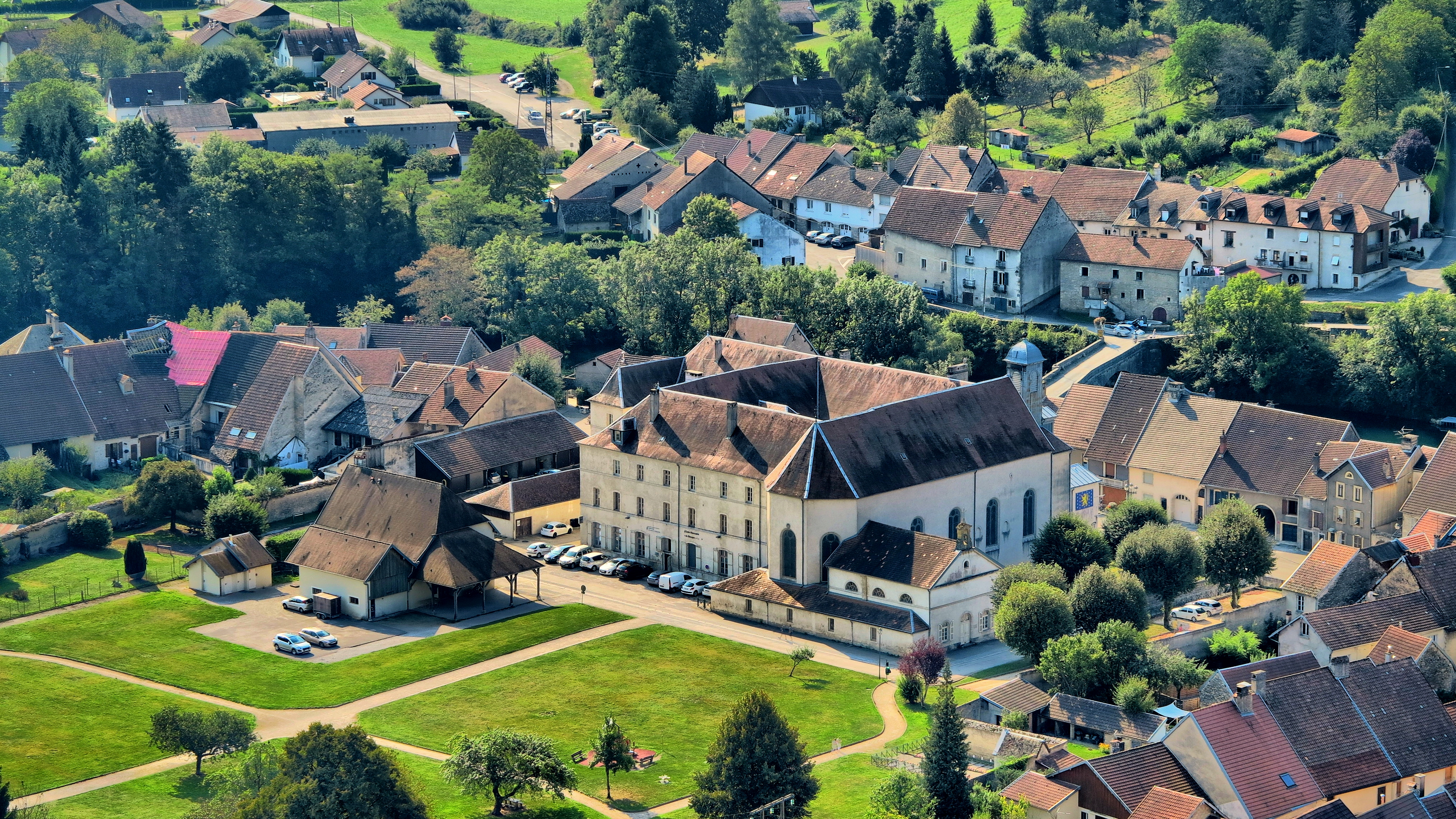
Le couvent vu depuis le belvédère de la Roche du Mont.
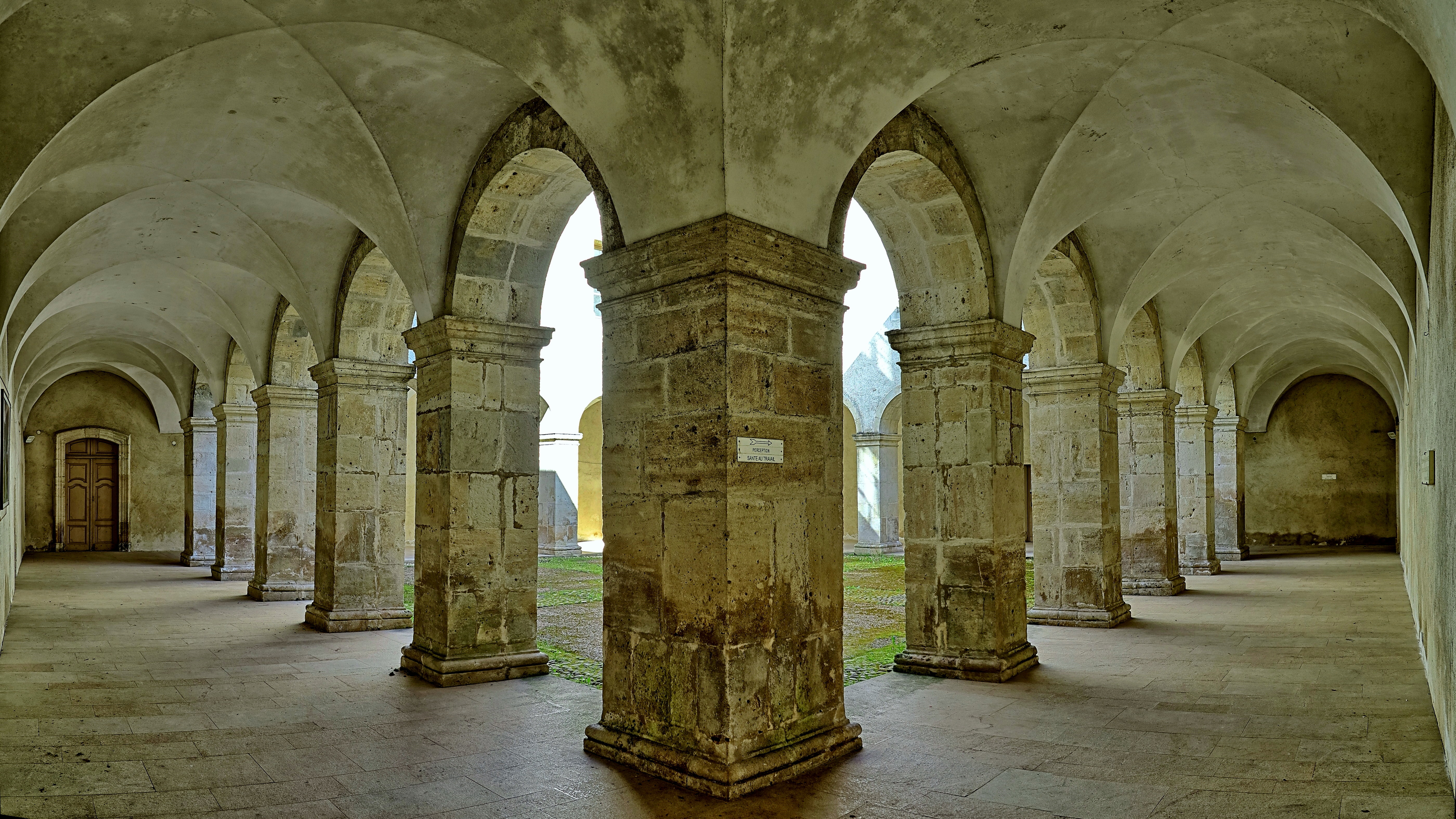
Le cloître du couvent.